# Médecine au laser

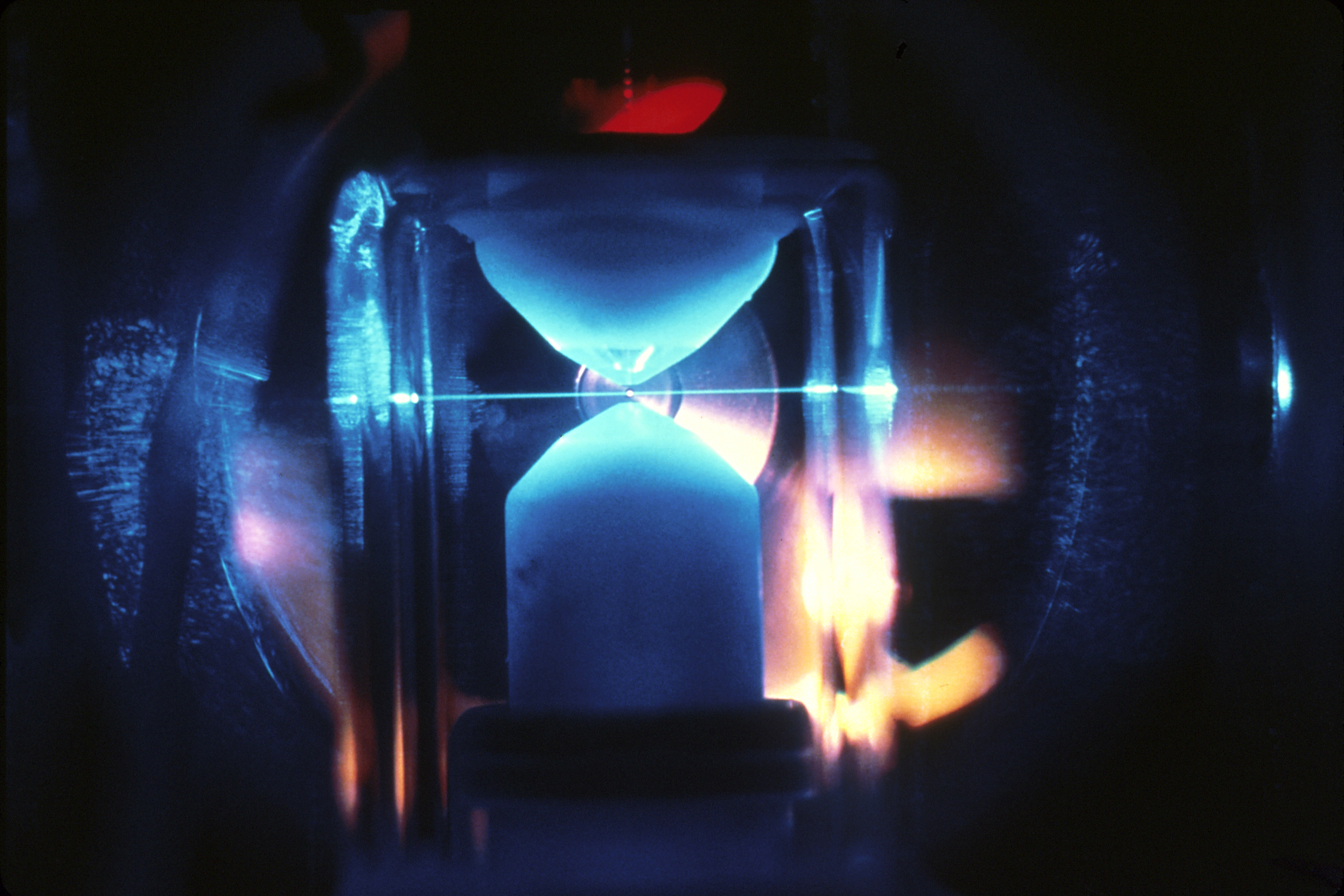
Le frottis endocervical est l'une des nombreuses utilisations du laser dans la recherche médicale. Il sert ici de source de lumière pour détecter les cellules prémalignes et malignes dans un frottis. Les cellules gynécologiques passent en un flux dans le faisceau laser où chaque cellule est analysée. Celles d'apparence anormale peuvent être triées du reste des cellules et examinées plus tard par un pathologiste à la recherche de preuves de cancer.

La médecine au laser, ou médecine laser, consiste à utiliser des lasers à des fins diagnostiques, de traitement ou de thérapie médicale.

## Historique
Dans les années 1960, dès l'invention du laser, des utilisations potentielles ont été explorées en médecine. Car le laser bénéficie de trois caractéristiques intéressantes dans ce domaine d'application: la directivité (fonctions directionnelles multiples), « l'impulsionalité » (possibilité de fonctionner en impulsions très brèves) et la monochromaticité. 
Plusieurs applications médicales vont donc être trouvées à ce nouvel instrument, d'abord aux États-Unis: le laser à rubis fut utilisé dès 1961 par Campbell en ophtalmologie et en 1963 par Goldman en dermatologie. Puis, le laser à argon ionisé (longueur d'onde : 488-514 nm) est devenu le laser préféré pour le traitement du décollement de la rétine. Le laser à dioxyde de carbone (CO2), introduit par Polanyi et Kaplan en 1965 et 1967, fut tout d'abord implémenté en chirurgie avec le concept de « bistouri optique ».
La possibilité d'utiliser la fibre optique (sur une courte distance, en bloc opératoire) à partir des années 1970 a ouvert beaucoup d'applications lasers; notamment endocavitaire, grâce à la possibilité d'introduire la fibre dans le canal d'un endoscope. À cette période, la gastro-entérologie et la pneumologie commencèrent à utiliser le laser à argon (Dwyer en 1975) et surtout le laser « YAG » (Kiefhaber, 1975). 
En 1976, le Pr Hofstetter employa le laser pour la première fois en urologie. Grâce au laser à colorant, la fin des années 1970 vit l'essor de la thérapie photodynamique (Dougherty, 1976).
Depuis le début des années 1980, les applications se sont particulièrement développées et le laser est devenu un outil indispensable: en ophtalmologie, mais aussi en gastroentérologie et en chirurgie faciale et esthétique.
En 1980, deux sociétés médicales furent créées spécialement pour marquer la spécialisation de certaines branches de la médecine grâce au laser : l'ASLMS (American Society for Laser in Medicine and Surgery) et la SFLM (Société francophone des lasers médicaux).
Depuis la fin du XXe siècle, de nombreux centres dédiés à la médecine laser ont ouvert, d'abord dans les pays de l'OCDE, puis plus généralement depuis le début du XXIe siècle. La discipline ne cesse de voir ses applications précisées et diversifiées.
L'opération Lindbergh, opération chirurgicale historique entre des chirurgiens à New York (États-Unis) et des médecins et une patiente à Strasbourg (France) en 2001, utilisa entre autres le laser.

## Types de lasers
Les lasers utilisés en médecine comprennent en principe tout type de laser, mais principalement :
- les lasers à CO2, utilisés pour couper, vaporiser, ablater et photo-coaguler les tissus mous.
- lasers à diode
- lasers à colorant
- lasers à excimères
- lasers à fibre
- lasers à gaz
- lasers à électrons libres
- les lasers à diodes à semi-conducteurs

## Applications
Exemples d'applications :
- Ophtalmologie (myopie, presbytie)
- Dermatologie (détatouage, épilation laser, etc.)
- Odontologie (laser dentaire Erbium, laser dentaire YAP, traitement de caries)
- Physiothérapie (« débridement »)
- Trépanation (pratiquer un trou dans l'os)[3]
- Cancérologie (enlèvement de tumeurs bénignes)
- Chirurgie esthétique (découpe de tissus adipeux, dermique, etc.)
- Implantologie (ex: dégagement d'implants recouverts par la gencive)

... 

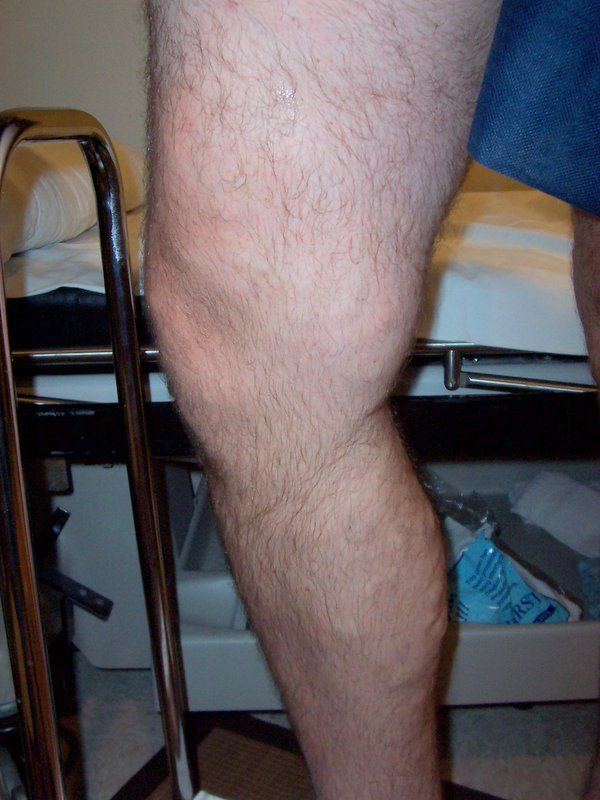
Varice après traitement par laser endoveineux (LEV). La mini-phlébotomie ou résidu sclérosant, se résorbe dans les jours qui suivent.
Appareil de détatouage au laser.
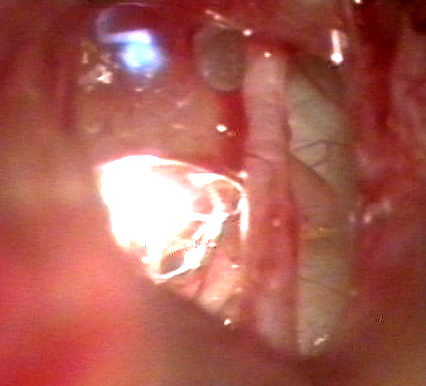
En chirurgie : stapédotomie au laser; tir laser sur la plaque de base.
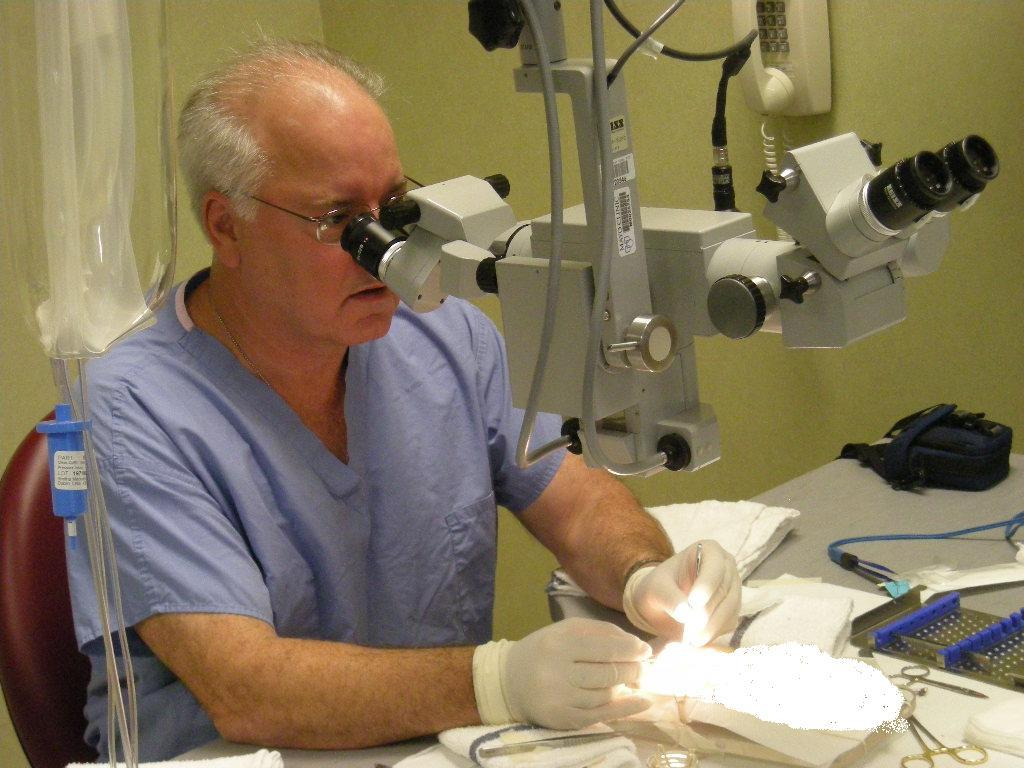
Un podologue préparant une intervention au laser (2012).
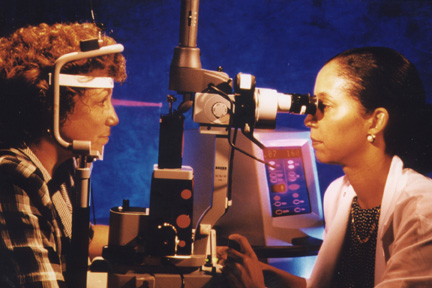
Opération d'une rétinopathie (2013).
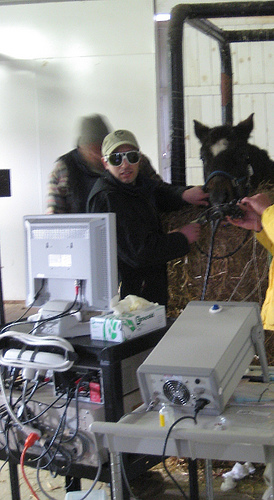
Installation pour une intervention chirurgicale du nasopharynx au laser, chez le cheval (2009).
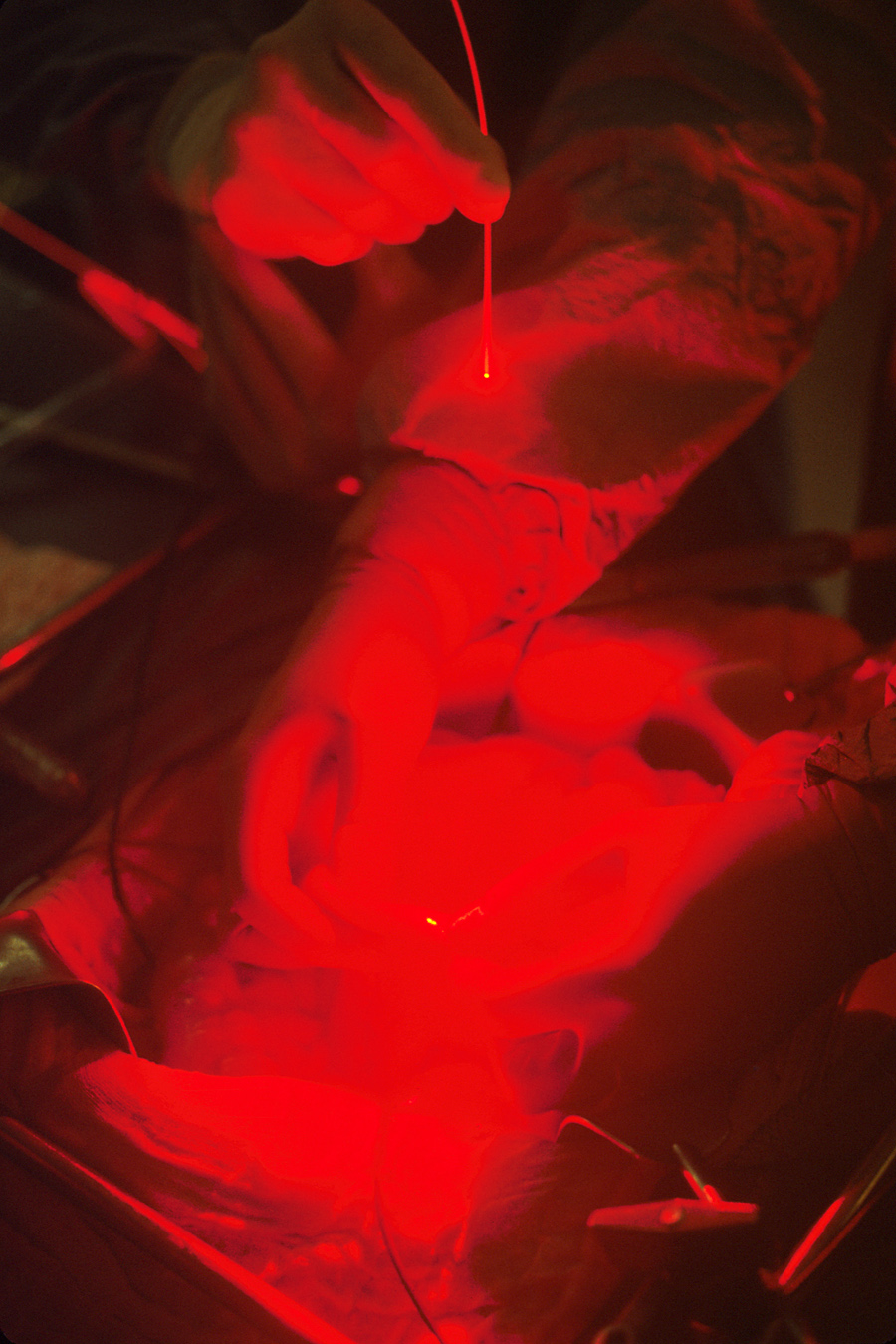
Traitement localisé de cellules tumorales par thérapie photodynamique.

### Avantages
Le laser présente plusieurs avantages uniques qui le rendent très populaire parmi divers types de praticiens.
- En raison de sa précision directionnelle, le laser sert à couper et cautériser précisément toutes sortes de tissus sans endommager les cellules voisines. C'est la technique la plus sûre et précise de coupe et de cautérisation jamais pratiquée en médecine[3].

- Les laboratoires font un grand usage du laser, notamment pour de l'analyse spectroscopique et plus généralement l'analyse d'échantillons biochimiques. Il permet de « voir » littéralement et plus rapidement la composition d'une cellule ou d'un échantillon à l'échelle microscopique.

- L'intensité électrique d'un laser est aisément maîtrisable de façon sécurisée pour le patient, mais aussi variable à volonté, ce qui lui donne un éventail d'utilisations très vaste et encore partiellement exploré (en 2021).

### Inconvénients
Son inconvénient principal n'est pas de l'ordre médical, mais plutôt économique : son coût. Bien qu'il ait nettement baissé dans les pays développés depuis ses débuts, il reste plus cher que la plupart des autres moyens techniques courants, dû aux matériaux, à la technicité des appareillages nécessaires au fonctionnement de n'importe quelle thérapie au laser, ainsi qu'à certaines formations spécifiques du personnel. 
Par exemple, en France (comme dans d'autres pays disposant d'un système de sécurité sociale) les soins dentaires, endodontiques ou parodontologiques au laser sont classés hors nomenclature, donc non-remboursés par la sécurité sociale.